# Вершиніна Інга Станіславівна
Інга Станіславівна Вершиніна (нар. 11 червня 1967, місто Одеса) — український політик та підприємець. Народний депутат України 5-го скликання. Голова правління ДАК «Хліб України» (21 листопада 2007 — 6 лютого 2008, з 24 червня 2009).

## Освіта
Освіта вища. Закінчила Одеський державний університет імені І. І. Мечникова (1989), спеціальність «Економічна географія».
Кандидат економічних наук.

## Кар'єра
- 1989–1992 — викладач вищої математики, аспірант інституту народного господарства міста Одеси.
- 1993–1995 — експерт з менеджменту Одеської товарної біржі.
- З травня 1995 — генеральний директором ТОВ «Південна зернова компанія».
- З 2003 — генеральний директор ТОВ "Українська аграрна група «Південь-Хліб».

## Парламентська діяльність
Народний депутат України 5-го скликання з 25 травня 2006 до 23 листопада 2007 від «Блоку Юлії Тимошенко», № 63 в списку. На час виборів: генеральний директор ТОВ "УАГ «Південь-Хліб» (місто Одеса), безпартійна. Член фракції «Блок Юлії Тимошенко» (25 травня 2006 — 19 квітня 2007). Виключена з фракції через перехід в коаліційну більшість. Голова підкомітету з питань формування аграрного ринку, бюджетної, цінової, фінансово-кредитної, податкової, митної, інвестиційної політики та зовнішньоекономічної діяльності Комітету з питань аграрної політики та земельних відносин (з 19 липня 2006).
Вересень 2007 — кандидат в народні депутати України від Партії регіонів, № 232 в списку. На час виборів: народний депутат України, безпартійна.

## Джерело
- Політична Україна сьогодні
- Довідник «Хто є хто в Україні», видавництво «К. І.С.»
- Верховна Рада України 5-го скликання